# Kringlegangen
Kringlegangen er en passage mellem Gråbrødretorv og Valkendorfsgade i Indre By i København. Passagen blev navngivet i 1975 efter en konkurrence, der blev udskrevet af ejeren. Navnet spiller både på passagens bugtede form og på, at der har ligget en bagergård på stedet. Over porten ved Gråbrødretorv er der opsat en bagerkringle til minde om bagergården.
Passagen fører gennem et par bygninger og en gård. Bygningerne blev opført i 1856-1857 og fredet i 1945. Den ene er en blå fireetages bygning med adressen Gråbrødretorv 17. Bygningen huser burgerbaren Sporvejen, hvis indgang er udsmykket som fronten på den københavnske sporvognslinje 14. Ved siden af er porten med kringlen over. Inde i gården er der en smal hvid høj bygning, der har fungeret som pakhus. Desuden er der to gule femetages sidehuse, hvor passagen er ført videre gennem stueetagen i den ene af dem. Passagen ender med porten i Valkendorfsgade 32, der er en rød fireetagers bygning i fem fag. Da nr. 34 ligger på tværs her hvor gaden drejer, er det dog kun muligt at se de tre fag.